# IC 2085
IC 2085 est une galaxie lenticulaire vue par la tranche et située dans la constellation de la Dorade. Sa vitesse par rapport au fond diffus cosmologique est de 981 ± 10 km/s, ce qui correspond à une distance de Hubble de 14,5 ± 1,0 Mpc (∼47,3 millions d'al). Elle a été découverte par l'astronome américain DeLisle Stewart en 1899.
À ce jour, plus d'une dizaine de mesures non basées sur le décalage vers le rouge (redshift) donnent une distance de 15,391 ± 3,851 Mpc (∼50,2 millions d'al), ce qui est à l'intérieur des valeurs de la distance de Hubble.

## Groupe de NGC 1566 et groupe de la Dorade
Selon une étude publiée en 2005 par Kilborn et al., IC 2085 fait partie du groupe de NGC 1566. Ce groupe comprend au moins 23 autres galaxies dont IC 2049, NGC 1536, NGC 1543, NGC 1533, IC 2038, NGC 1546, IC 2058, IC 2032, NGC 1566, NGC 1596, NGC 1602, NGC 1515, NGC 1522, NGC 1549, NGC 1553, NGC 1574, NGC 1581, NGC 1617. Le groupe de NGC 1566 fait partie d'un groupe plus vaste, le groupe de la Dorade.